# Martin Josef Matlocius
Martin Josef Matlocius, též Martin Matlok, Martin Matlocha či Martin Matlocius (1661, Velké Meziříčí – 16. února 1727, Třebíč) byl český římskokatolický duchovní a kronikář.

## Biografie
Martin Matlocius (případně též Matlocha nebo Matlok) se narodil v roce 1661 ve Velkém Meziříčí, stal se duchovním a v roce 1686 kaplanem v Třebíči, kde působil až do roku 1687. Poté odešel do Staré Kamenice, kde pobýval až do roku 1698 (někdy se uvádí 1689), posléze se vrátil zpět do Třebíče, kde vedle duchovenské činnosti pracoval též jako církevní kronikář. Napsal též latinskou historii města Třebíče. V roce 1702 získal papežské svolení se založením církevního bratrstva, které bylo po schválení olomouckým biskupstvím o rok později založeno jako bratrstvo sv. Anny, jehož se Martin Matlocius stal předsedou. Když v roce 1713 získal Třebíč František Josef z Valdštejna, tak jako nová vrchnost požadoval, aby byla kázání přednášena i v němčině, čemuž však Matlocius zabránil. V Třebíči působil až do své smrti v roce 1727. Na jeho historickou práci posléze navázal další z třebíčských duchovních – Jakub Dvořecký.